# R'n'Besk

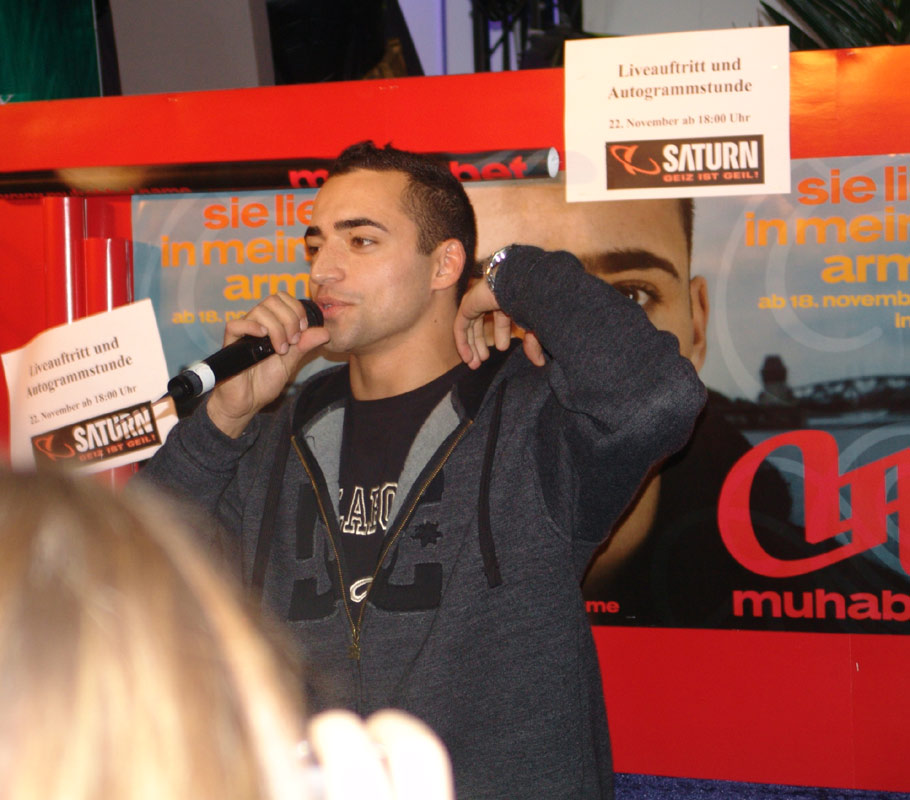
Muhabbet, ooit omschreven als de beroemdste R'n'Besk-zanger in Duitsland.

R'n'Besk is een muziekstijl die ontstaan is door Turkse arabesk en Amerikaanse rhythm-and-blues door elkaar te mixen.
Het genre ontstond in Duitsland onder Turkse allochtone jongeren. Het is dan ook populair bij Turkse jongeren in West-Europa.
De bekendste artiesten zijn de Duits-Turkse Muhabbet (1984) en het Duits-Turkse duo CanKan (ontstaan in 1998).